# Coupe Memorial 1944
Navigation
Édition précédente Édition suivante
La finale de l'édition 1944 de la Coupe Memorial est présentée au Maple Leaf Gardens de Toronto, en Ontario et est disputé entre le vainqueur du trophée George T. Richardson, remis à l'équipe championne de l'est du Canada et le vainqueur de la Coupe Abbott remis au champion de l'ouest du pays.

## Équipes participantes
- Les Generals d'Oshawa de l'Association de hockey de l'Ontario, en tant que vainqueurs du trophée George T. Richardson.
- Les Smoke Eaters de Trail de la Ligue de hockey junior de l'ouest de Kootenay en tant que vainqueurs de la Coupe Abbott.

### Résultats
| Match | Vainqueur         | Résultat | Perdant               | Lieu                         |
| ----- | ----------------- | -------- | --------------------- | ---------------------------- |
| 1     | Generals d'Oshawa | 9-2      | Smoke Eaters de Trail | Maple Leaf Gardens (Toronto) |
| 2     | Generals d'Oshawa | 5-2      | Smoke Eaters de Trail | Maple Leaf Gardens           |
| 3     | Generals d'Oshawa | 15-4     | Smoke Eaters de Trail | Maple Leaf Gardens           |
| 4     | Generals d'Oshawa | 11-4     | Smoke Eaters de Trail | Maple Leaf Gardens           |

## Effectifs
Voici la liste des joueurs des Generals d'Oshawa, équipe championne du tournoi 1944 :
- Entraîneur : Charlie Conacher
- Joueurs : Bill Barker, Don Batten, Dave Bauer, Harvey Bennett Jr., John Chenier, Floyd Curry, Bob Dawes, Bill Ezinicki, Ted Lindsay, Robert Love, Jean Marois, Murdie MacMillan, Gus Mortson, Bob Porter, Bert Shewchuck, Ken Smith, Jack Taggart.